# Fighting Blood (film 1911)
Fighting Blood è un cortometraggio muto del 1911 diretto da David W. Griffith.

## Produzione
Il film fu prodotto dalla Biograph Company. Venne girato in California, alla Lookout Mountain in Sierra Madre e a San Fernando.

## Distribuzione
Distribuito dalla General Film Company, il film uscì nelle sale cinematografiche statunitensi il 29 giugno 1911.
Copia della pellicola (un positivo 35 mm) viene conservata negli archivi dell'International Museum of Photography and Film at George Eastman House.